# Praca (film)
Praca (ang. Work) − amerykański film niemy z 1915 roku, w reżyserii Charliego Chaplina. 

## Treść
Charlie pracuje jako malarz tapeciarz. Wraz ze swoim szefem przybywa do domu, gdzie rozpoczynają pracę, w czasie której zdarzają się różne zabawne wypadki. Sytuację urozmaica obecność mieszkańców: męża, żony, oraz pokojówki. Kiedy w nagle, w nieoodpowiedniej chwili przybywa kochanek żony, musi ze strachu przed mężem udawać jednego z robotników.

## Obsada
- Charlie Chaplin – asystent Izzy'ego A. Wake'a
- Edna Purviance – pokojówka
- Charles Inslee – Izzy A. Wake
- Marta Golden – żona
- Billy Armstrong – mąż
- Leo White – sekretny kochanek